# Rowan Damming
Rowan Damming (* 5. September 2004 in ’s-Hertogenbosch) ist ein niederländischer Squashspieler.

## Karriere
Rowan Damming spielte 2021 erstmals und seit 2022 regelmäßig auf der PSA World Tour und gewann auf dieser bislang sieben Titel. Seine beste Platzierung in der Weltrangliste erreichte er mit Rang 77 am 25. September 2023. Bei den Junioren war sein größter Erfolg der Gewinn der Weltmeisterschaft 2022. Im Finale besiegte er Finnlay Withington in drei Sätzen. Sowohl 2022 als auch 2023 wurde er Vizeeuropameister der Junioren. In der Folge sicherte er sich im Saisonverlauf 2022/23 auf der World Tour seine ersten vier Titelgewinne. Der erste gelang ihm im November 2022 in Trinidad und Tobago mit einem Endspielerfolg gegen Andrés Herrera. Als amtierender Junioren-Weltmeister war Damming automatisch für die Weltmeisterschaft 2022/23 qualifiziert. Er scheiterte in der ersten Runde in drei Sätzen an Adrian Waller. Von Mai bis Juli 2023 gewann er jeden Monat ein weiteres Turnier auf der World Tour: Zunächst bezwang er in Brasilien im Finale erneut Herrera, ehe er in Neuseeland das Finale gegen Lwamba Chileshe gewann und schließlich in Australien den nächsten Titel folgen ließ.
Damming gab 2022 bei den Europameisterschaften sein Debüt für die niederländische Nationalmannschaft und gehörte auch 2023 zum Kader. Im selben Jahr nahm er mit der Nationalmannschaft an der Weltmeisterschaft teil. 2023 wurde Damming hinter Piëdro Schweertman außerdem Niederländischer Vizemeister.

## Erfolge
- Gewonnene PSA-Titel: 7
- Niederländischer Vizemeister: 2023